# Bedarfsgemeinschaft
Bedarfsgemeinschaft (BG) ist ein Rechtsbegriff des Sozialrechts in Deutschland, der für die Berechnung des Bürgergeldanspruchs Bedeutung erlangt. Er wurde im deutschen Recht bei der Reform der Grundsicherung für Arbeitssuchende 2005 in das neu geregelte Zweite Buch Sozialgesetzbuch (SGB II) übernommen. Eine Bedarfsgemeinschaft liegt vor, wenn Personen gemeinsam in einem Haushalt leben und sich aufgrund persönlicher oder familiärer Verbundenheit gegenseitig zur Unterstützung verpflichtet sind. Dem Konstrukt der Bedarfsgemeinschaft liegt die politische Entscheidung zu Grunde, dass solche Personen sich in Notlagen gegenseitig materiell unterstützen, ihren Lebensunterhaltsbedarf typischerweise gemeinsam decken und ihnen eine solche gegenseitige Unterstützung auch zuzumuten ist.
Daraus resultiert das sozialrechtliche Subsidiaritätsprinzip (auch Nachrangprinzip): Beantragt eine Person aufgrund von Hilfsbedürftigkeit Grundsicherungsleistungen zur Deckung des Lebensbedarfs, werden diese durch den Staat nur gewährt, soweit eine Deckung des Bedarfs durch die Person selbst oder Personen ihrer Bedarfsgemeinschaft nicht möglich ist; es findet eine Anrechnung von Einkommen und Vermögen bestimmter Personen der Bedarfsgemeinschaft auf den Bedarf der hilfsbedürftigen Person statt. Ob die angerechneten Beträge der Person tatsächlich zugutekommen, spielt keine Rolle. Die Durchsetzung der materiellen Unterstützung innerhalb der Bedarfsgemeinschaft obliegt ihren Mitgliedern nach zivilrechtlichen Grundsätzen, typischerweise nach den Vorschriften Familienunterhalts.
Im Unterhaltsrecht wird zudem die Bedarfsgemeinschaft eines Unterhaltsschuldners bei der Bestimmung seines Selbstbehalts berücksichtigt: Spart er durch gemeinsame Haushaltsführung Kosten für die Wohnung oder die allgemeine Lebensführung, wird ihm unter Umständen ein geringerer Selbstbehalt zugemessen.

## Geschichte
Das Prinzip Bedarfsgemeinschaft gründet geschichtlich auf die Konstruktion der „Familiennotgemeinschaft“. In der Weimarer Republik wurden neben den gesetzlich Unterhaltspflichtigen (Verwandte ersten Grades und Ehegatten) auch die im Haushalt lebenden übrigen Familienangehörigen als sittlich Unterhaltspflichtige für den Unterhalt von Hilfsbedürftigen herangezogen. Diese Praxis der „Familiennotgemeinschaft“ blieb auch im Dritten Reich gesetzlich verankert. In der Bundesrepublik Deutschland wurde das Mittel der „Familiennotgemeinschaft“ von Verwaltungsgerichten zwar zunehmend kritisiert, fand jedoch schließlich Eingang in § 11 Abs. 1 des Bundessozialhilfegesetzes (BSHG) von 1961, welches mittlerweile durch das Sozialgesetzbuch abgelöst wurde.

## Bedarfsgemeinschaft, Wohngemeinschaft, Haushaltsgemeinschaft
Eine Bedarfsgemeinschaft im Sinne des SGB II besteht aus einer (trotz des Wortbestandteils -gemeinschaft) oder mehreren Personen. Zu einer Bedarfsgemeinschaft gehören nach § 7 Abs. 3 SGB II
1. erwerbsfähige Leistungsberechtigte
2. die im Haushalt lebenden Eltern oder ein im Haushalt lebender Elternteil eines unverheirateten, erwerbsfähigen Kindes, welches das 25. Lebensjahr noch nicht vollendet hat (= U25) und der im Haushalt lebende Partner dieses Elternteils
3. als Partner der hilfebedürftigen Person
  1. der nicht dauernd getrennt lebende Ehegatte,
  2. der nicht dauernd getrennt lebende Lebenspartner
  3. eine Person, die mit dem erwerbsfähigen Hilfebedürftigen in einem gemeinsamen Haushalt so zusammenlebt, dass nach verständiger Würdigung der wechselseitige Wille anzunehmen ist, Verantwortung füreinander zu tragen und füreinander einzustehen (Verantwortungs- und Einstehensgemeinschaft),
4. die dem Haushalt angehörenden unverheirateten Kinder von den in den Nummern 1. bis 3. genannten Personen, wenn die Kinder das 25. Lebensjahr noch nicht vollendet haben und ihren Lebensunterhalt nicht aus eigenem Einkommen oder Vermögen sichern können.

Dauernd getrennt lebend bezieht sich hier auf die familienrechtliche Regelung in § 1567 BGB. Demnach liegt auch dann eine Bedarfsgemeinschaft vor, wenn der Ehegatte in einem Pflegeheim stationär versorgt wird. Pflegekinder sind keine Kinder im Sinne des Gesetzes und gehören damit nicht zur Bedarfsgemeinschaft der Pflegeeltern.
Jede nach dem SGB II unterstützte „Bedarfseinheit“ erhält eine Bedarfsgemeinschaftsnummer (BG-Nummer) zugewiesen, auch wenn es sich um eine Einzelperson handelt.

### Bedarfsgemeinschaft in Form der Verantwortungs- und Einstehensgemeinschaft
Nach § 7 Abs. 3 Nr. 3c SGB II besteht eine Bedarfsgemeinschaft in Form der Verantwortungs- und Einstehensgemeinschaft zwischen (nicht-verheirateten) Partnern, wenn diese in einem gemeinsamen Haushalt derart zusammenleben, dass nach verständiger Würdigung der wechselseitige Wille anzunehmen ist, dass die Partner Verantwortung füreinander tragen und füreinander einstehen.

#### Gesetzliche Vermutung
Da das Vorliegen dieser auch vom Willen der Personen abhängigen Voraussetzungen – anders als bei den übrigen Formen der Bedarfsgemeinschaft – im Einzelfall schwerlich zu ermitteln sein kann, existiert in § 7 Abs. 3a SGB II eine Vermutungsregelung: Der wechselseitige Wille, Verantwortung füreinander zu tragen und füreinander einzustehen, wird vermutet, wenn Partner
- länger als ein Jahr zusammenleben,
- mit einem gemeinsamen Kind zusammenleben,
- Kinder oder Angehörige im Haushalt versorgen oder
- befugt sind, über Einkommen oder Vermögen des anderen zu verfügen.

Liegt mindestens eine dieser Voraussetzungen vor, tritt eine Beweislastumkehr ein: Im behördlichen und gerichtlichen Verfahren obliegt es nunmehr nicht mehr der Sozialbehörde, den Beweis zu führen, dass eine Bedarfsgemeinschaft vorliegt (Amtsermittlungsprinzip, § 20 SGB X). Stattdessen muss die jeweils antragstellende Person nachweisen, dass eine solche nicht vorliegt. Für das Vorliegen mindestens einer der oben genannten, die Vermutung auslösenden Tatsachen (Vermutungstatsachen) bleibt die Behörde darlegungs- und beweispflichtig. Die Verfassungsmäßigkeit dieser Regelung ist ungeklärt, wird aufgrund der Vielzahl der Urteile des Bundessozialgerichts zu dieser Thematik jedoch nicht ernsthaft angezweifelt. Die Formulierung der ersten Variante („zusammenleben“) geht darauf zurück, dass das Bundesverfassungsgericht im Jahr 1992 bezüglich der Vorgängerregelung entschied, dass eine eheähnliche Gemeinschaft nicht schon deshalb vermutet werden dürfe, weil zwei Personen in einem Haushalt zusammen wohnen. Entsprechend ist für den Eintritt der Vermutungsregelung mehr erforderlich, als das bloße Zusammenwohnen:

„Eine Vermutung für das Vorliegen einer Verantwortungs- und Einstandsgemeinschaft … setzt … im Sinne der Norm mehr voraus als ein bloßes zusammen Wohnen. Erforderlich ist ein Zusammenleben in Form einer Haushalts- und Wirtschaftsgemeinschaft als Abgrenzung zu einer bloßen Wohngemeinschaft. Der Vermutungstatbestand greift nur dann ein, wenn ein Wirtschaften 'aus einem Topf' vorliegt.“

Die familienrechtliche Regelung des § 1567 BGB ist auf die Verantwortungs- und Einstehensgemeinschaft nicht, auch nicht analog, anzuwenden. Das bedeutet, dass zwei Personen, die in der Vergangenheit eine Verantwortungs- und Einstehensgemeinschaft bildeten, keinen Trennungswillen gegenüber der Grundsicherungsbehörde nachweisen müssen.

#### Widerlegung der Vermutung
Die Vermutung einer Verantwortungs- und Einstehensgemeinschaft kann widerlegt werden. Bisher gibt es keine gefestigte Rechtsprechung, welche Indizien diese Vermutung widerlegen können. Die Gerichte nehmen eine umfangreiche Würdigung unter Berücksichtigung aller Umstände des Einzelfalls vor. Meist werden mehrere Anhaltspunkte zu untersuchen und zu werten sein. Eine schematische Beurteilung in dem Sinne, dass bei Vorliegen eines Indizes automatisch auf das Vorliegen oder Fehlen einer Bedarfsgemeinschaft zu schließen wäre, erfolgt jedenfalls nicht. Einzelne dieser Faktoren können sein:
- Existenz eines Untermietvertrages für die gesamte Wohndauer und tatsächlich erbrachte Mietzahlungen.[15]
- Schriftliche eidesstattliche Versicherung der Mitglieder der Wohngemeinschaft, nicht füreinander aufkommen zu wollen.[16]

### Sonderformen der Bedarfsgemeinschaft
Auf Basis mehrere Entscheidungen des Bundessozialgerichts haben sich zwei Sonderformen der Bedarfsgemeinschaft herauskristallisiert, die temporäre Bedarfsgemeinschaft und die gemischte Bedarfsgemeinschaft.

#### Temporäre Bedarfsgemeinschaft
Die temporäre Bedarfsgemeinschaft bezeichnet die Konstellation, dass aufgrund von wiederkehrenden tatsächlichen Veränderungen in den häuslichen Umständen bei strenger Betrachtung überhaupt keine Bedarfsgemeinschaft bestünde, obwohl nach dem Sinn und Zweck der entsprechenden Vorschriften eine solche bestehen sollte. Die rechtliche Problematik entsteht, weil die Sozialgerichte in der Anwendung der Vorschriften des SGB grundsätzlich den Zeitraum der letzten sechs Monate betrachten und insoweit eine Kontinuität verlangen.
Besondere Relevanz erlangt diese Fallgruppe bei getrenntlebenden Eltern mit geteiltem Umgangsrecht im Hinblick auf das Kindergeld: Bei strenger Betrachtung hätte hier nur der Elternteil, bei dem die Kinder ihren gewöhnlichen Aufenthalt haben, einen Anspruch auf Leistungen für seine Kinder, während der andere Elternteil keinen Anspruch hätte und damit potenziell finanziell nicht in der Lage wäre, das Umgangsrecht angemessen auszuüben. In einem solchen Fall gilt nach der Rechtsprechung des BSG, dass die Kinder für die Zeit des Aufenthalts bei dem anderen Elternteil Teil dessen Bedarfsgemeinschaft werden und auch der zweite Elternteil einen Anspruch auf Leistungen erwirbt. Der Anspruch des Elternteils, bei dem die Kinder ihren gewöhnlichen Aufenthalt haben, bleibt gleichzeitig vollständig erhalten; es besteht insoweit zeitgleich zu beiden Elternteilen eine Bedarfsgemeinschaft. Jedem Kind steht für jeden Tag (mindestens 12 Stunden), den es sich beim anderen Elternteil aufhält, der Tagessatz zu. Kürzungen des Regelbedarfs aufgrund von Bedarfen, die in einer temporären Bedarfsgemeinschaft der Natur nach nicht anfallen, sind unzulässig. Das Kindergeld darf dem Kind nicht als Einkommen angerechnet werden, solange es sich beim nicht kindergeldberechtigten Elternteil aufhält. Ein Wohnsitz in Deutschland ist nicht nötig, um eine temporäre Bedarfsgemeinschaft zu begründen; auch Kinder, die ihren gewöhnlichen Aufenthalt im Ausland haben, können über die temporäre Bedarfsgemeinschaft einen Anspruch auf Leistungen in Deutschland erwerben.
Zahlreiche Probleme dieses Konstrukts wurden vom Gesetzgeber im Laufe der Zeit verbessert. So kann seit 2011 durch Einfügung des § 38 Abs. 2 SGB II jeder einzelne Elternteil Leistungen für seine Kinder geltend machen; vorher war dazu das Einverständnis beider Elternteile nötig. Die Kosten, die den Kindern durch die Fahrt zum anderen Elternteil entstehen, sind seit 2011 ein Mehrbedarf nach § 21 Abs. 6 SGB II, vorher konnte ein solcher Anspruch nur auf Basis von § 73 SGB XII geltend gemacht werden.

#### Gemischte Bedarfsgemeinschaft
Der Sonderfall der gemischten Bedarfsgemeinschaft tritt dann auf, wenn eine Person innerhalb der Bedarfsgemeinschaft selbst von Leistungen nach dem SGB II ausgeschlossen ist, etwa weil sie Altersrente bezieht.
Würde man hier dieselben Anrechnungsregeln wie für andere Bedarfsgemeinschaften zugrunde legen, wäre möglicherweise die gesamte Bedarfsgemeinschaft hilfebedürftig. Hier entschied das Bundessozialgericht, dass nur das Einkommen berücksichtigt werden darf, das den fiktiven Bedarf eines Alleinverdieners übersteigt. Dieser wird im Regelfall auch nach dem SGB II bestimmt, in bestimmten Ausnahmefällen müssen aber stattdessen die Regeln des SGB XII zugrunde gelegt werden, etwa wenn sich die Person in einer stationären Einrichtung befindet, da es im SGB II kein Äquivalent zum Barbedarf in Einrichtungen nach § 27b SGB XII gibt.

### Abgrenzung zwischen Bedarfsgemeinschaft, Wohngemeinschaft und Haushaltsgemeinschaft
Im Unterschied zur Bedarfsgemeinschaft liegt bei einer Wohngemeinschaft gerade keine familiäre oder persönliche Bindung im Sinne des § 7 SGB II vor. Typische Wohngemeinschaft im sozialrechtlichen Sinne ist die Studenten-WG. Zwischen Bewohnern einer Wohngemeinschaft besteht keine Bedarfsgemeinschaft, sodass auch keine sozialrechtliche Anrechnung erfolgt; die Bewohner sind im Sinne des Sozialgesetzbuchs isoliert zu betrachten.
Eine Haushaltsgemeinschaft nach § 9 Abs. 5 SGB II besteht in Abgrenzung zur Bedarfsgemeinschaft dann, wenn zwar eine gemeinsame wirtschaftliche Haushaltsführung vorliegt, die in dem Haushalt lebenden Personen jedoch nicht der abschließenden Aufzählung in § 7 SGB II unterfallen. Eine Haushaltsgemeinschaft kann (Ausschlussprinzip) daher nur zu Großeltern und Enkelkindern, Onkel/Tanten und Nichten/Neffen, Geschwistern (wenn sie ohne Eltern zusammenleben) und sonstigen Verwandten und Verschwägerten, nicht aber Eltern oder Partnern bestehen. Das Bestehen einer Haushaltsgemeinschaft wirkt sich im Rahmen der Prüfung der Bedürftigkeit eines Antragstellers aus: Nach § 9 Abs. 5 SGB II wird vermutet, dass sich die Personen innerhalb der Haushaltsgemeinschaft gegenseitig unterstützen, wenn von ihnen eine Unterstützung nach ihren wirtschaftlichen Verhältnissen erwartet werden kann. Ob dies der Fall ist, wird anhand einer komplizierten Berechnungsmethode festgestellt, wobei die Vermutung im Ergebnis nur greift, wenn die mit in der Haushaltsgemeinschaft lebende Person Einkünfte deutlich über dem Existenzminimum erzielt. Ist das der Fall, wird vermutet, dass die anderen Personen dem Antragsteller Leistungen zuwenden, die dessen Bedarf decken, was dazu führt, dass dieser nicht mehr hilfsbedürftig ist und entsprechend keinen Anspruch mehr auf Grundsicherungsleistungen hat. Auch diese Vermutung kann widerlegt werden.

## Auswirkungen auf den Leistungsanspruch
Das Vorliegen einer Bedarfsgemeinschaft führt zunächst dazu, dass der Bedarf sämtlicher in der Bedarfsgemeinschaft lebender Personen gemeinsam in Form eines Gesamtbedarfs zu berechnen ist. Im Anschluss ist bezüglich bestimmter gemeinsam in der Bedarfsgemeinschaft lebender Personen der Anspruch auf Leistungen zur Sicherung des Lebensunterhaltes um den Betrag zu mindern, um den das Einkommen und Vermögen der anderen Personen zu berücksichtigen ist. Eine Berücksichtigung findet jedoch nur statt, wenn dies gesetzlich besonders angeordnet ist. Dies ist der Fall bezüglich des Einkommens und Vermögens des Partners im Sinne des § 7 Abs. 3 Nr. 3 SGB II und des leistungsberechtigten, unverheirateten, bei den Eltern wohnenden Kindes, das nicht älter als 24 Jahre alt ist. Bezüglich der Kinder wird bei der Berechnung des Leistungsanspruchs des Kindes das Einkommen oder Vermögen der Eltern oder des Elternteils berücksichtigt. Das gilt nicht bei einem Kind, das schwanger ist oder sein nicht älter als fünf Jahre altes Kind betreut.
Dagegen wird Einkommen und Vermögen von Kindern nur bei dem betreffenden Kind, nicht aber bei den Eltern berücksichtigt. Das Kindergeld und der Kinderzuschlag wird dem Kind und nicht den Eltern als Einkommen zugerechnet. Soweit das Kind das Kindergeld jedoch nicht zur Sicherung des eigenen Lebensunterhalts benötigt, wird das Kindergeld bei den Eltern als Einkommen angerechnet.(§ 11 Abs. 1 Satz 5 SGB II)
Nach § 2 Abs. 1 SGB II müssen erwerbsfähige Hilfebedürftige und die Mitglieder der Bedarfsgemeinschaft alle Möglichkeiten zur Beendigung oder Verringerung ihrer Hilfebedürftigkeit ausschöpfen.
Alle Angehörigen der Bedarfsgemeinschaft sind verpflichtet, der Behörde Auskunft über ihre Einkommens- und Vermögensverhältnisse zu geben.
Der anerkannte Regelbedarf von volljährigen erwerbsfähigen Leistungsberechtigten, die in einer Bedarfsgemeinschaft mit einem Partner leben, beträgt 90 % des Regelbedarfs eines Alleinstehenden.

## Kritik
Die Gewährung der Grundsicherung mit Bezug auf die Bedarfsgemeinschaft traf auf Kritik, da sie diskriminierend wirken könne. Unabhängig von der Betrachtung einzelner Kritikpunkte ist hervorzuheben, dass auf europäischer Ebene die Richtlinie 79/7/EWG Systeme der Grundsicherung nicht allgemein dem Diskriminierungsverbot unterwarf. Dem Begriff „Sozialhilfeleistungen des Mitgliedstaats“ ist inzwischen eine eigenständige Bedeutung im Unionsrecht zuerkannt. Somit ist es einem Mitgliedsstaat zum Beispiel untersagt, die Grundsicherung aus anderen Gründen als der Bedürftigkeit zu verweigern.

### Widersprüche im Sozial- und Steuerrecht
Kritik an dem Konstrukt der Bedarfsgemeinschaft gab es vor allem in Hinblick auf die Berücksichtigung des Partners einer eheähnlichen Gemeinschaft. Solche Beziehungen (sowohl homo- wie heterosexuelle) fänden nur Beachtung, wenn sie sich nachteilig auf Sozialleistungsansprüche auswirken, während sie keine Vorteile gewährten.
Kritisiert wird ebenfalls, dass durch das Konzept der Bedarfsgemeinschaft Partner auf Leistungen verwiesen werden sollen, auf die sie (zivilrechtlich) keinen Rechtsanspruch haben und die sie infolgedessen auch nicht einklagen könnten. Das Sozialgericht Düsseldorf stellte fest, dass es nicht angehen könne, dass ein Hilfebedürftiger auf Leistungen eines Dritten verwiesen werde, die dieser tatsächlich nicht erbringe und auch rechtlich nicht erbringen müsse. Die Antragstellerin habe keinen Rechtsanspruch auf Unterhaltsleistungen ihres Partners und könne solche schon gar nicht einklagen. Vor diesem Hintergrund stellte das Gericht fest, dass zur Beurteilung der Frage, ob eine „eheähnliche Gemeinschaft“ bestehe, den Stellungnahmen der Partner entscheidende Bedeutung zukomme.
Eine ähnliche Kritik betrifft die Auswirkung auf partnerschaftlich orientierte Zweiverdienerfamilien, in denen beide Partner jeweils annähernd die Hälfte des Familieneinkommens erwirtschaften, denn unabhängig von ihrem Familienstand profitieren sie nicht von der beitragsfreien Familienversicherung, kaum vom Ehegattensplitting und kaum von der Hinterbliebenenrente, werden aber bei Bedürftigkeit als Bedarfsgemeinschaft eingestuft.

### Eingeschränkte Wahlfreiheit
Zudem stieß auf Kritik, dass das Konstrukt der Bedarfsgemeinschaft nach 2001 heterosexuelle Paare bezüglich der Freiheit der Wahl über die Form der eigenen Beziehung benachteilige. Gleichgeschlechtliche zusammenlebende Paare konnten wählen, ob sie überhaupt eine Rechtsbindung (in Form der eingetragenen Partnerschaft) eingehen wollten oder nicht, wobei im ersteren Fall zwar nicht in den Genuss aller Vorteile kamen, insbesondere nicht das Privileg des Ehegattensplittings, im letzteren Fall aber immerhin keine Einstufung als Bedarfsgemeinschaft entstand; heterosexuellen zusammenlebenden Paaren hingegen stand letztere Wahlmöglichkeit, sofern ihre Beziehung als „eheähnlich“ eingestuft wurde, nicht offen. Mit dem zum 1. August 2006 in Kraft getretenen SGB-II-Fortentwicklungsgesetz wurde jedoch die vormalige Kategorie des „eheähnlichen“ Zusammenlebens ausgeweitet, sodass bei entsprechenden Umständen nunmehr auch gleichgeschlechtliche Paare als Bedarfsgemeinschaft eingestuft werden und dieser Kritikpunkt gegenstandslos wurde.

### Ungleiche Wirkung auf die Geschlechter
Ein weiterer Kritikpunkt gegen das Instrument von Bedarfsgemeinschaft und Ehegattensubsidiarität begründet sich darin, dass die Vorenthaltung von Leistungen zwar geschlechtsneutral formuliert sei, in der Praxis aber vor allem gegenüber Frauen wirksam werde. Sie widerspreche daher Art. 3 Abs. 2 Satz 2 GG. Den Betroffenen würden zudem über den fehlenden Finanztransfer hinaus, sobald sie als Nichtanspruchsberechtigte eingestuft seien, Maßnahmen der aktiven Arbeitsmarktpolitik vorenthalten. Sie hätten dann höchstens noch über eine eventuelle Einstufung als Berufsrückkehrer, die vom Ermessen der Bundesagentur für Arbeit abhängig sei, einen Anspruch auf Weiterbildungs- und Wiedereingliederungsmaßnahmen. Das Instrument der Bedarfsgemeinschaft wirke somit der ansonsten in der Politik propagierten Erhöhung der Beschäftigungsfähigkeit von Frauen entgegen. Für die Existenzsicherung und Partizipation von Frauen ergäben sich Nachteile, die nicht nur während der Zeit der Anrechnung, sondern in der gesamten Erwerbsbiografie Wirkung zeigen würden. Eine solche „Stilllegung“ stehe zudem im Widerspruch zu den Zielen der Hartz IV Reformen, die eine Aktivierung der Betroffenen propagierte.
Teils wird der Standpunkt vertreten, bei den Regelungen zur Bedarfsgemeinschaft handele es sich daher um indirekte Diskriminierung. Der Grund für die Konstruktion der Bedarfsgemeinschaft sei rein finanzieller Struktur, da eine individuelle soziale Absicherung den Staat mehr kosten würde. Angesichts der Frage, ob finanzielle Erwägungen eine indirekte Diskriminierung nach Geschlecht rechtfertigen könne, sei die politisch vertretene Ansicht diejenige, dass keinerlei Diskriminierung stattfinde, da die betreffenden Frauen über ihre (Ehe-)Partner abgesichert seien.
Zudem wird kritisiert, das Instrument der Bedarfsgemeinschaft stabilisiere das Ernährermodell und die bestehende Geschlechterhierarchisierung. Im Sinne der Geschlechtergerechtigkeit sei es vielmehr erforderlich, eine „geschlechteregalitäre Umorganisation von bezahlter und unbezahlter Arbeit“ vorzunehmen und parallel dazu ein „soziales und partizipativ individualisiertes Sicherungssystem“ zu schaffen.

### Schlechterstellung von Individuen in Bedarfsgemeinschaften
Das Diakonische Werk der Evangelischen Kirche in Deutschland kritisiert in einem Thesenpapier: „Die Kriterien zur Definition einer Bedarfsgemeinschaft für nichtgebundene Lebensgemeinschaften widersprechen der in Art. 2 des Grundgesetzes geschützten Handlungsfreiheit und Privatautonomie“. Insgesamt stelle der durch die Bedarfsgemeinschaft entstehende faktische Zwang zu gegenseitiger Hilfe einen nicht gerechtfertigten Eingriff in die freie Entfaltung der Persönlichkeit dar.
Der Ökonom Hans-Werner Sinn kritisierte die Konstruktion der Bedarfsgemeinschaft, da sie einen starken ökonomischen Anreiz zum Getrenntleben biete. Die staatliche Unterstützung nehme so „den Charakter einer Trennungsprämie an“. Andere kritisieren, die Konstruktion der Bedarfsgemeinschaft zerstöre den sozialen Zusammenhalt und spalte Paare, sowie Eltern und Kinder.

### Ausweitung auf nicht Bedürftige
Das Konstrukt der Bedarfsgemeinschaft hat zur Folge, dass Personen, die selbst über ausreichendes Einkommen und Vermögen verfügen, berücksichtigt werden (§ 9 Abs. 2 Satz 3 SGB II). Diese Personen sind unter Umständen gezwungen, mit ihren Mitteln für andere, auch für solche, gegenüber denen sie keine Unterhaltspflicht haben, einzustehen. Diese Ausweitung kann auch Kinder betreffen.

### Kritik bezüglich der Rechtfertigung
Des Weiteren wird kritisiert, dass bei einer Bedarfsgemeinschaft mit erwachsenen Kindern von einem größeren finanziellen Transfer ausgegangen wird als beim Kindesunterhalt. So wird bei der Bedarfsgemeinschaft davon ausgegangen, dass Eltern selbst dann Transferleistungen für ein erwachsenes Kind aufbringen, wenn ihr Einkommen niedriger ist als der beim Kindesunterhalt vorgesehene Selbstbehalt. So würden Eltern letztendlich wesentlich stärker finanziell belastet als es in der Gesetzgebung zum Kindesunterhalt vorgesehen ist. Zudem falle es reichen Eltern leichter, ihre Kinder durch die Überlassung einer Wohnung usw. finanziell zu unterstützen, ohne ihren Anspruch auf Arbeitslosengeld II anzutasten.

### Bürokratischer Aufwand
Der Vorstandsvorsitzende der Bundesagentur für Arbeit Detlef Scheele kritisierte 2017 das Konstrukt der temporären Bedarfsgemeinschaft. So sei die Verrechnung von Ansprüchen in Fällen, in denen ein Kind zeitweise bei der Mutter und beim Vater lebt und ein Elternteil auf Grundsicherung angewiesen ist, ein „enormer Aufwand“.

## Vergleichbare Regelungen in anderen Staaten
In Kanada wurde vor 1995 Sozialhilfe unabhängig von dem Bestehen einer nichtehelichen Lebensgemeinschaft gewährt, solange diese weniger als drei Jahre bestand; als Teil einer Kampagne zur Verhinderung von Sozialhilfemissbrauch spezifizierte die konservative Regierung die spouse in the house (wörtlich ungefähr: „Gatte im Haus“) Regel so, dass der Kreis der als spouse anzusehenden Personen auf alle Zusammenlebende erweitert wurde und viele ihren Anspruch auf Sozialhilfe verloren. Anlässlich einer Klage von vier Frauen erklärte der Ontario Court of Appeal 2002 diese Regelung für unzulässig, da sie Frauen ihrer Würde beraube, sie einer Untersuchung ihrer persönlichen Beziehungen durch den Staat unterwerfe und sie zwinge, zwischen ihrer finanziellen Unabhängigkeit und ihrer Beziehung zu wählen.
In Schweden bestehen verglichen mit Deutschland geringere Unterhalts- und Einstandspflichten unter Erwachsenen.